# Jim Furnell
James „Jim“ Furnell (* 23. November 1937 in Clitheroe) ist ein ehemaliger englischer Fußballtorhüter. Nach dem Beginn als Ersatztorwart des FC Burnley war er 1962 maßgeblich daran beteiligt, dass dem FC Liverpool die Rückkehr in die erste Liga gelang. Später war er längere Zeit Stammtorhüter beim FC Arsenal sowie bei Plymouth Argyle.

## Sportlicher Werdegang
Furnell begann seine Profilaufbahn als Ersatztorwart des FC Burnley, der damals als einer der besten englischen Vereine galt und 1960 die englische Meisterschaft gewann. Er bestritt im Schatten von Adam Blacklaw in acht Jahren lediglich drei Pflichtspiele in der ersten Mannschaft, darunter war eine in der Titelsaison 1959/60. Nachdem dann ein möglicher Wechsel zum FC Everton gescheitert war, bekundete Bill Shankly vom FC Liverpool sein Interesse an einer Verpflichtung des 24-Jährigen.
Die „Reds“ waren zu der Zeit nur in der zweiten Liga aktiv, schickten sich aber an in die First Division zurückzukehren. Nach seiner Verpflichtung im Februar 1962 verhalf Furnell dem Klub mit 13 Einsätzen zum Gewinn der Zweitligameisterschaft und Aufstieg. Dabei hatte er den vormaligen Stammkeeper Bert Slater, der zuvor 96 Partien in Serie bestritten hatte, abgelöst. Weitere 13 Ligapartien absolvierte Furnell in der folgenden Spielzeit 1962/63, bevor er sich während des Trainings kompliziert einen Finger brach. Die Verletzung war derart unglücklich, dass er eine Woche im Krankenhaus verbringen und sich gar einer Knochentransplantation unterziehen musste. Mehrere Monate war er damit außer Gefecht gesetzt und der 22-jährige Tommy Lawrence nutzte die Zeit, um sich den Stammplatz im Tor auf Furnells Kosten zu erobern. Nur noch zweimal stand er im September 1963 für Liverpool zwischen den Posten und bevor seine Mannschaft im weiteren Saisonverlauf die englische Meisterschaft errang, war er im November 1963 weiter nach London zum FC Arsenal gezogen.
Wie schon in Liverpool war Furnell auch bei Arsenal sofort nach seiner Ankunft die neue „Nummer 1“ und am Tag nach seiner Vertragsunterschrift debütierte er gegen den FC Blackpool (5:3). Er beerbte fortan den langjährigen Keeper Jack Kelsey und während der nächsten fünf Jahre war er Arsenals Stammtorhüter – mit Ausnahme der Saison 1964/65, in der er sich den Platz mit Tony Burns teilte. Die Mannschaftsleistungen unter Trainer Billy Wright ließen jedoch zu wünschen übrig und erst als Bertie Mee Wright 1966 beerbte, verbesserte sich die Form. Höhepunkt war für Furnell im März 1968 das Erreichen des Endspiels im Ligapokal, das jedoch mit 0:1 gegen Leeds United verloren ging. Im folgenden Match gegen Birmingham City unterlief ihm ein Fehler, der zum Ausgleich führte. Er sollte danach kein Spiel mehr für die erste Mannschaft machen und Bob Wilson löste ihn ab. Im September 1968 wechselte er nach insgesamt 167 Pflichtspielen für Arsenal zu Rotherham United.
In Rotherham blieb Furnell zwei Jahre, bevor er im Dezember 1970 bei Plymouth Argyle anheuerte und dort noch einmal fünfeinhalb Jahre bis zu seinem Rücktritt im Sommer 1976 der unumstrittene Stammkeeper war – in einer Umfrage in Plymouth wurde er im Jahr 2007 sogar zum besten Torwart des Vereins aller Zeiten gewählt. Nach dem Ende seiner aktiven Laufbahn wechselte er in den Trainerstab von Plymouth Argyle, bevor er sich 1981 den Blackburn Rovers anschloss. Auch dort nahm er diverse Traineraufgaben wahr und erst mit dem Beginn seines Rentnerdaseins im Jahr 1998 kehrte er dem Fußball den Rücken.